# Wahlkreis Nr. 8 (Senat der Republik Polen, 2001–2011)
Der Wahlkreis Nr. 8 (polnisch Okręg wyborczy nr 8) war ein von 2001 bis 2011 bestehender Wahlkreis für die Wahl des Senats der Republik Polen und wurde auf Grundlage der Ordynacja wyborcza do Sejmu Rzeczypospolitej Polskiej i do Senatu Rzeczypospolitej Polskiej (Wahlordnung für den Sejm der Republik Polen und für den Senat der Republik Polen) vom 12. April 2001 (Dz.U. 2001 nr 46 poz. 499) errichtet. Die erste Wahl, die im Wahlkreis stattfand, war die Parlamentswahl am 23. September 2001.
Der Wahlkreis umfasste nach der Anlage Nr. 2 (Załącznik nr 2) der Ordynacja wyborcza do Sejmu Rzeczypospolitej Polskiej i do Senatu Rzeczypospolitej Polskiej in der letzten Bekanntmachung vom 30. Juni 2005 (Dz.U. 2005 nr 140 poz. 1173) die gesamte Woiwodschaft Lebus (Województwo lubuskie).
Durch den Wechsel von Mehrpersonenwahlkreisen zu Einpersonenwahlkreisen wurde der Wahlkreis Nr. 8 im Jahr 2011 aufgelöst. Das Gebiet des Wahlkreises entspricht den Wahlkreisen Nr. 20, Nr. 21 und Nr. 22 seit 2011.
Der Sitz der Wahlkreiskommission war Zielona Góra.

## Wahlkreisvertreter
| WP   | Wahl | Senator (Wahlkomitee) | Senator (Wahlkomitee)                                                     | Senator (Wahlkomitee) | Senator (Wahlkomitee)                                            | Senator (Wahlkomitee) | Senator (Wahlkomitee)                                             |
| ---- | ---- | --------------------- | ------------------------------------------------------------------------- | --------------------- | ---------------------------------------------------------------- | --------------------- | ----------------------------------------------------------------- |
| V.   | 2001 |                       | Jolanta Ryszarda Danielak (KKW Sojusz Lewicy Demokratycznej – Unia Pracy) |                       | Zbyszko Piwoński (KKW Sojusz Lewicy Demokratycznej – Unia Pracy) |                       | Zdzisław Jarmużek (KKW Sojusz Lewicy Demokratycznej – Unia Pracy) |
| VI.  | 2005 |                       | Elżbieta Rafalska (KW Prawo i Sprawiedliwość)                             |                       | Dariusz Jacek Bachalski (KW Platforma Obywatelska RP)            |                       | Marian Miłek (KWW prof. Mariana Miłka)                            |
| VII. | 2007 |                       | Władysław Dajczak (KW Prawo i Sprawiedliwość)                             |                       | Henryk Maciej Woźniak (KW Platforma Obywatelska RP)              |                       | Stanisław Antoni Iwan (KW Platforma Obywatelska RP)               |

## Wahlergebnisse

### Parlamentswahl 2001
Die Wahl fand am 23. September 2001 statt.
| #  | Kandidat | Kandidat                  | Wahlkomitee                                              | Stimmen | Prozent |
| -- | -------- | ------------------------- | -------------------------------------------------------- | ------- | ------- |
| 1  |          | Bogusław Bil              | KW Polskiego Stronnictwa Ludowego                        | 33.025  | 10,46 % |
| 2  |          | Izydor Budych             | KW Polskiego Stronnictwa Ludowego                        | 27.180  | 8,61 %  |
| 3  |          | Jolanta Ryszarda Danielak | KKW Sojusz Lewicy Demokratycznej – Unia Pracy            | 123.892 | 39,24 % |
| 4  |          | Józef Jakimcio-Turowski   | KW Alternatywa Ruch Społeczny                            | 12.969  | 4,11 %  |
| 5  |          | Zdzisław Jarmużek         | KKW Sojusz Lewicy Demokratycznej – Unia Pracy            | 105.092 | 33,28 % |
| 6  |          | Henryk Kaczor             | KW Samoobrona Rzeczpospolitej Polskiej                   | 53.688  | 17,00 % |
| 7  |          | Jan Józef Kowalewski      | KW Polskiej Unii Gospodarczej                            | 19.155  | 6,07 %  |
| 8  |          | Aleksander Lech Kozłowski | KWW Blok Senat 2001                                      | 39.355  | 12,46 % |
| 9  |          | Marian Miłek              | KWW Blok Senat 2001                                      | 57.416  | 18,18 % |
| 10 |          | Zbyszko Piwoński          | KKW Sojusz Lewicy Demokratycznej – Unia Pracy            | 116.018 | 36,74 % |
| 11 |          | Elżbieta Płonka           | KWW Senator Elżbiety Płonka                              | 47.087  | 14,91 % |
| 12 |          | Grażyna Wojciechowska     | KWW Wojciechowska                                        | 26.252  | 8,31 %  |
| 13 |          | Rafał Zygmunt Zapadka     | KW Konserwatywno-Liberalnej Partii Unia Polityki Realnej | 14.245  | 4,51 %  |
| 14 |          | Marek Żeromski            | KW Polskiego Stronnictwa Ludowego                        | 26.423  | 8,37 %  |

Wahlberechtigte: 769.909 – Wahlbeteiligung: 42,57 % – Quelle: Dz.U. 2001 nr 109 poz. 1187

### Parlamentswahl 2005
Die Wahl fand am 25. September 2005 statt.
| #  | Kandidat | Kandidat                     | Wahlkomitee                                   | Stimmen | Prozent |
| -- | -------- | ---------------------------- | --------------------------------------------- | ------- | ------- |
| 1  |          | Dariusz Jacek Bachalski      | KW Platforma Obywatelska RP                   | 69.515  | 25,54 % |
| 2  |          | Andrzej Zbigniew Bocheński   | KW Sojusz Lewicy Demokratycznej               | 41.582  | 15,28 % |
| 3  |          | Andrzej Chrzanowski          | KWW Zjednoczenie Prawicy                      | 16.508  | 6,07 %  |
| 4  |          | Jolanta Ryszarda Danielak    | KW Sojusz Lewicy Demokratycznej               | 41.698  | 15,32 % |
| 5  |          | Jolanta Fedak                | KW Polskiego Stronnictwa Ludowego             | 20.146  | 7,40 %  |
| 6  |          | Czesław Jan Jasionowski      | KW Liga Polskich Rodzin                       | 37.213  | 13,67 % |
| 7  |          | Stefania Jawornicka          | KW Partii Demokratycznej–demokraci.pl         | 14.703  | 5,40 %  |
| 8  |          | Jarosław Kaczmarek           | KW Polskiego Stronnictwa Ludowego             | 19.795  | 7,27 %  |
| 9  |          | Joanna Kasprzak-Perka        | KW Sojusz Lewicy Demokratycznej               | 29.020  | 10,66 % |
| 10 |          | Władysław Komarnicki         | KWW Władysława Komarnickiego                  | 18.938  | 6,96 %  |
| 11 |          | Marian Miłek                 | KWW prof. Mariana Miłka                       | 44.900  | 16,50 % |
| 12 |          | Alfred Owoc                  | KWW Alfreda Owoca                             | 25.810  | 9,48 %  |
| 13 |          | Hubert Antoni Radecki        | KW Polskiej Partii Narodowej                  | 4.985   | 1,83 %  |
| 14 |          | Elżbieta Rafalska            | KW Prawo i Sprawiedliwość                     | 88.044  | 32,35 % |
| 15 |          | Mirosław Raiter              | KW Platforma Janusza Korwin-Mikke             | 20.129  | 7,40 %  |
| 16 |          | Przemysław Samociak          | KW Samoobrona Rzeczpospolitej Polskiej        | 30.019  | 11,03 % |
| 17 |          | Janusz Leon Soroka           | KW Organizacji Narodu Polskiego–Ligi Polskiej | 7.784   | 2,86 %  |
| 18 |          | Stanisław Stolarczyk         | KW Samoobrona Rzeczpospolitej Polskiej        | 33.523  | 12,32 % |
| 19 |          | Jan Tyblewski                | KWW–Ogólnopolska Koalicja Obywatelska         | 2.489   | 0,91 %  |
| 20 |          | Grażyna Teresa Wojciechowska | KW Socjaldemokracji Polskiej                  | 25.591  | 9,40 %  |

Wahlberechtigte: 796.450 – Wahlbeteiligung: 35,43 % – Quelle: Dz.U. 2005 nr 195 poz. 1627

### Parlamentswahl 2007
Die Wahl fand am 21. Oktober 2007 statt.
| #  | Kandidat | Kandidat                  | Wahlkomitee                            | Stimmen | Prozent |
| -- | -------- | ------------------------- | -------------------------------------- | ------- | ------- |
| 1  |          | Jacek Brzeziński          | KW Polskiego Stronnictwa Ludowego      | 56.965  | 14,37 % |
| 2  |          | Władysław Dajczak         | KW Prawo i Sprawiedliwość              | 90.322  | 22,79 % |
| 3  |          | Jolanta Ryszarda Danielak | KKW Lewica i Demokraci SLD+SDPL+PD+UP  | 87.769  | 22,14 % |
| 4  |          | Anna Agnieszka Drobek     | KW Samoobrona Rzeczpospolitej Polskiej | 22.821  | 5,76 %  |
| 5  |          | Jolanta Fedak             | KW Polskiego Stronnictwa Ludowego      | 45.719  | 11,53 % |
| 6  |          | Czesław Fiedorowicz       | KWW Czesława Fiedorowicza              | 59.416  | 14,99 % |
| 7  |          | Stanisław Antoni Iwan     | KW Platforma Obywatelska RP            | 136.153 | 34,35 % |
| 8  |          | Czesław Jan Jasionowski   | KW Prawo i Sprawiedliwość              | 67.363  | 16,99 % |
| 9  |          | Jan Świrepo               | KW Polskiego Stronnictwa Ludowego      | 32.098  | 8,10 %  |
| 10 |          | Jerzy Wierchowicz         | KKW Lewica i Demokraci SLD+SDPL+PD+UP  | 78.565  | 19,82 % |
| 11 |          | Henryk Maciej Woźniak     | KW Platforma Obywatelska RP            | 140.123 | 35,35 % |
| 12 |          | Rafał Zygmunt Zapadka     | KW Unia Polityki Realnej               | 13.896  | 3,51 %  |

Wahlberechtigte: 801.490 – Wahlbeteiligung: 50,35 % – Quelle: Dz.U. 2007 nr 198 poz. 1439